# Nicolae Stanciu
Nicolae Claudiu Stanciu (Boroskrakkó, 1993. május 7. –) román válogatott labdarúgó, a Genoa játékosa.

## Pályafutása

### Klubcsapatokban

#### Unirea Alba Iulia
11 évesen csatlakozott az Unirea Alba Iulia akadémiájára. 2008. május 25-én, mindössze 15 évesen és 18 naposan debütált a felnőtt csapatban, a Corvinul Hunedoara ellen 4–1-re megnyert román másodosztályú bajnokin a kispadról beállva. A 2008–09-es szezonban sérülése miatt kevésszer lépett pályára. 2010. május 1-jén, 17 évesen debütált a román élvonalban Blaž Slišković vezetőedző irányítása alatt, a Steaua București ellen 2–1-re megnyert mérkőzésen. 2010 júniusában a VfB Stuttgartnál volt próbajátékon, de a két klub nem tudott megegyezni az átigazolási díjon, ezért az üzlet meghiúsult.
2011. március 20-án megszerezte első gólját az Unirea színeiben a Petrolul Ploiești elleni 3–0-s siker alkalmával. A mérkőzés során a csapatkapitányi karszalagot is viselhette, miután Adrian Câmpeanut lecserélték. 2010 és 2011 között több európai topligás csapatnál felmerült a neve; a Brescia, a Celtic és az 1899 Hoffenheim csapatánál is.

#### Vaslui
2011. szeptember 9-én az FC Vaslui kifizette Stanciu kivásárlási záradékát. Az átigazolási tilalom miatt a "sárga-zöldek" kezdetben nem tudták regisztrálni a játékost, ezért a Dinamo București és az Astra Ploiești is megpróbálta leigazolni. 2012. március 4-én debütált új csapatában a Petrolul Ploiești ellen 2–1-re megnyert mérkőzésen, amelyen győztes gólt szerzett. 2012 májusában felkerült a Sport.ro által összeállított Top 10 legtehetségesebb román labdarúgók listára. Augusztus 30-án büntetőből talált be az Inter ellen idegenben elért 2–2-es döntetlen alkalmával az Európa Liga rájátszásában.

#### Steaua București
2013. március 27-én a Steaua București bejelentette Stanciu leigazolását. Öt évre szóló szerződést írt alá a vörös-kékekkel, és 20 millió eurós kivásárlási záradékot is tartalmazott a szerződés. A Bajnokok Ligája 2013–14-es kiírásában mindegyik mérkőzésen pályára lépett, és gólt is szerzett a Legia Warszawa elleni 2–2-es idegenbeli döntetlen alkalmával a rájátszásban, amellyel bebiztosította csapatának a csoportkörbe jutást.
2015 nyarán Cristian Tănase távozott az FCSB csapatától, ezáltal megkapta 10-es számú mezt. 2016 februárjában meghosszabbította a szerződését 2021-ig. A 2015–16-os szezon volt a legeredményesebb idénye, összesen 39 mérkőzésen lépett pályára és 14-szer volt eredményes az összes kupasorozatot figyelembe véve. 2016. augusztus 3-án duplázott a Sparta Praha ellen a Bajnokok Ligája harmadik selejtezőkörének visszavágóján.

#### Anderlecht

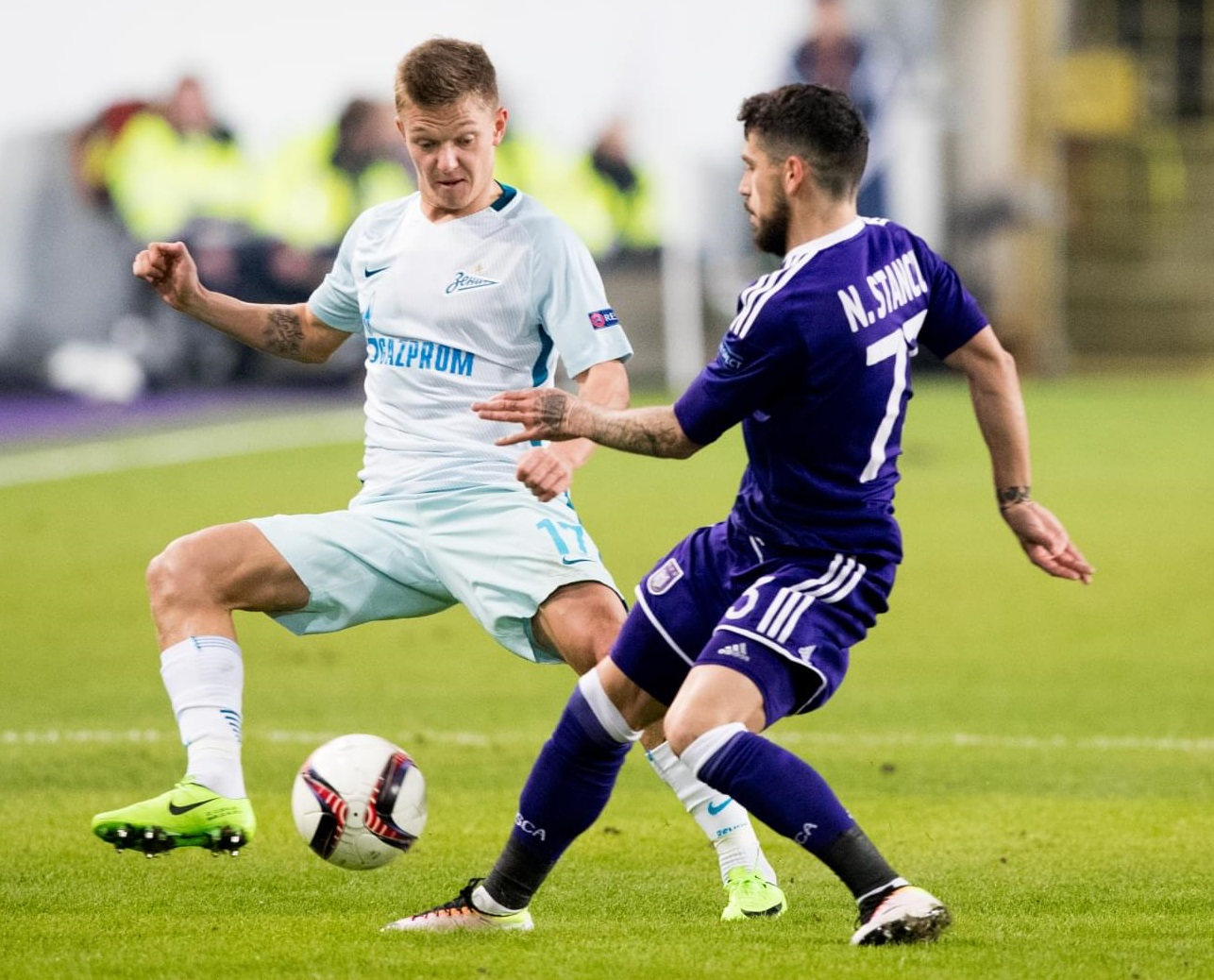
Stanciu (lilában) a Zenyit elleni Európa-liga mérkőzésen, 2017. február 17.

2016. augusztus 29-én több európai csapat is érdeklődött iránta, köztük a Chelsea is, végül Belgiumba utazott és ötéves szerződést írt alá az Anderlechttel. Sajtóhírek szerint 7,8 millió eurót fizetett a belga csapat Stanciu játékjogáért, bónuszokkal pedig 9,8 millió euróra emelkedhet az összeg. Ezzel ő lett az akkori legdrágább belga klub által vásárolt játékos, megelőzve a korábbi rekorder Steven Defourt (aki 6 millió euróért érkezett a Portotól az Anderlechthez 2014-ben)– 2017 novemberében ügynöke megerősítette, hogy a belga csapat plusz 2 millió eurót fizetett érte, amivel a román bajnokság legdrágább eladásává vált, miután megdöntötte Vlad Chiricheș 2013-as rekordját, aki 9,5 millió euróért igazolt a Tottenham Hotspur csapatához.
2016. szeptember 11-én debütált a belga első osztályban, a Charleroi elleni 3–2-es hazai győzelem alkalmával. Első gólját a klub színeiben november 3-án, a Mainz elleni Európa Liga-csoportmérkőzésen szerezte, két góllal hozzájárulva a 6–1-es győzelemhez. December 5-én a Kortrijk elleni mérkőzésen pályafutása során először kiállították, miután megkapta második sárga lapját az 58. percben, azonban az első félidőben gólt szerzett, amivel hozzájárult a csapatának a győzelméhez.
2017. január 22-én, a Sint-Truiden elleni bajnoki mérkőzésen szerezte első gólját az új naptári évben, és teljesítményéért a meccs embere díjat is megkapta. Március 9-én győztes gólt szerzett az APOEL elleni Európa-liga mérkőzésen. Első idényében nyolc gólt és nyolc gólpasszt osztott ki az összes kupasorozatot figyelembe véve, csapatával pedig megnyerte a bajnokságot, ezzel kvalifikálta magát a Bajnokok Ligája csoportkörébe. A szezon kezdetén megkapta a 10-es mezszámot. 2017. július 22-én kezdőként lépett pályára a Zulte-Waregem ellen 2–1-re megnyert belga Szuperkupa-döntőben.

#### Sparta Praha
2018. január 18-án orvosi vizsgálaton vett részt a Sparta Prahánál. Az átigazolást öt nappal később jelentették be, Stanciu végül három és fél évre szóló szerződést írt alá új csapatával. Sajtóhírek szerint 4,5 millió euró körül lehetett az átigazolási díja, amivel rekordot döntött, mert eddig egy cseh csapat sem fizetett ki ennyi pénzt egy játékosért. 2018. február 18-án csereként debütált a Slovan Liberec elleni 2–0-s győzelem alkalmával. Március 17-én az első félidőben kétszer is betalált a Slavia Praha elleni derbin, amely 3–3-ra végződött. A 2017–18-as szezonban tizennégy mérkőzésen hat gólt szerzett a cseh bajnokságban.
A 2018–19-es Európa-liga második selejtezőkörének mindkét mérkőzésén pályára lépett a Spartak Subotica ellen, azonban csapata 3–2-es összesítésben kiesett a kupasorozatból. Első gólját a szezonban 2018. augusztus 12-én szerezte, a Teplice elleni 4–0-s idegenbeli győzelem alkalmával egy szabadrúgást követően. December elején a Sparta Prahával elért sorozatos gyenge eredmények után, állítólag azon tizenegy játékos között volt a csapatban, akik nem voltak hajlandóak edzésre menni Zdeněk Ščasný vezetőedző irányítása alatt.

#### El-Áhlí
2019. január 28-án 10 millió euróért megvásárolta a szaúd-arábiai El-Áhlí. Február 7-én debütált a szaúdi első osztályban, az El-Hazem elleni 4–2-es idegenbeli győzelem alkalmával, kilenc nappal később pedig megszerezte első gólját az Arab Club Champions Kupában az Al-Wasl elleni 2–2-es döntetlen alkalmával.

#### Slavia Praha
Az El-Áhlí pénzügyi problémáit követően, 2019 júliusában a Slavia Praha 4 millió euróért megvásárolta és négyéves szerződést írt alá új csapatával.

#### Vuhan Three Towns
2022. február 15-én csatlakozott a kínai élvonalban szereplő Vuhan Three Towns csapatához.

#### Damak
2023. szeptember 8-án ismét a szaúd-arábiai élvonalba igazolt a Damak csapatához.

#### Genoa
2025. június 1-jén jelentették be, hogy július 1-jétől a Genoa játékosa lett.

### A válogatottban

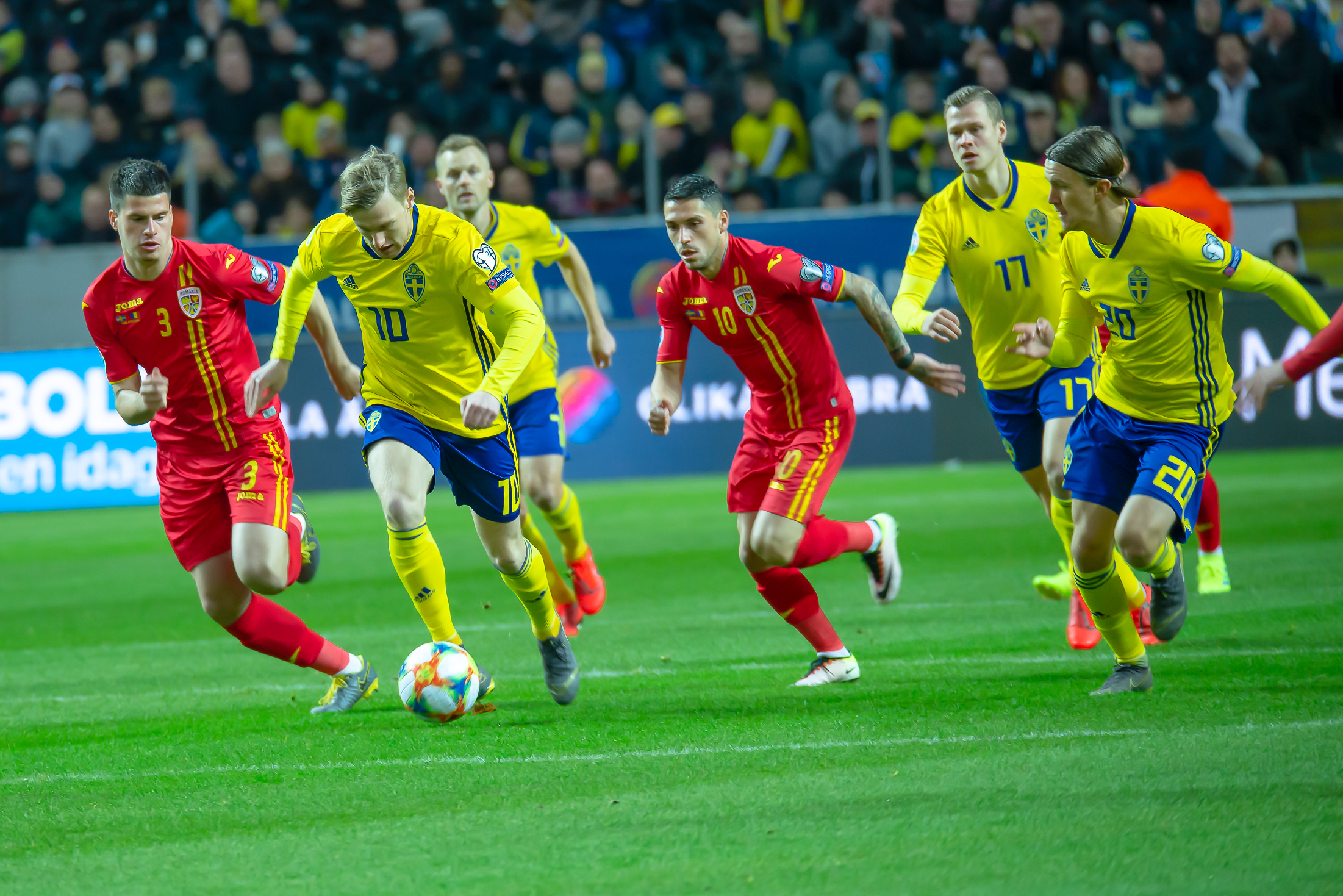
Stanciu (pirosban, 10-es mezszámmal) a Svédország elleni mérkőzésen, 2019. március

Stanciut beválogatták Románia U19-es válogatottjába a 2011-es U19-es Európa-bajnokságra. A torna nyitómérkőzésén Csehország ellen végigjátszotta a meccset és gólt szerzett, azonban Románia 3–1-es vereséget szenvedett és kiesett a csoportból.
2016. március 23-án győztes góllal debütált Románia felnőtt válogatottjában a Litvánia elleni barátságos mérkőzésen. A román válogatott tagjaként részt vett a 2016-os Európa-bajnokságon. A torna során megkapta a 10-es mezszámot, miután Alexandru Maxim nem kapott meghívót a válogatottba. A házigazdák elleni nyitómeccsen kezdőként lépett pályára, a második félidőben kiharcolt egy büntetőt, amit csapattársa, Bogdan Stancu értékesített a végül 2–1-re elveszített mérkőzésen; Albánia ellen is végig a pályán volt, azonban 1–0-ás vereséget szenvedett Románia, ami a csoportkörből való kieséshez vezetett.
2016. szeptember 4-én gólpasszt adott Adrian Popának, majd kihagyott egy büntetőt a Montenegró elleni 2018-as Vb-selejtező mérkőzésen, amely 1–1-es döntetlennel ért véget. Összesen kilenc alkalommal lépett pályára, és egyszer volt eredményes a selejtezősorozat során, Románia pedig a negyedik helyen végzett a csoportban. 2021 júniusában Stanciu egyike volt annak a két román játékosnak, aki nem volt hajlandó letérdelni az Anglia elleni barátságos mérkőzés előtt. Elmondása szerint csapattársa, Ondřej Kúdela tízmeccses eltiltása ellen tiltakozott, aki állítólag rasszista módon sértegette a Rangers játékosát, Glen Kamarát, Stanciu azonban úgy vélte, hogy a bizonyítékok nem voltak megfelelőek.

#### Góljai a román válogatottban
| #   | Dátum                | Ellenfél         | Eredmény | Kiírás              | Esemény         |
| --- | -------------------- | ---------------- | -------- | ------------------- | --------------- |
| 1.  | 2016. március 23.    | Litvánia         | 1 – 0    | Barátságos mérkőzés | a szünetben 65' |
| 2.  | 2016. május 25.      | Kongói DK        | 1 – 1    | Barátságos mérkőzés | 27' 78'         |
| 3.  | 2016. május 29.      | Ukrajna          | 3 – 4    | Barátságos mérkőzés | 79' 84'         |
| 4.  | 2016. június 3.      | Grúzia           | 5 – 1    | Barátságos mérkőzés | 49' 83'         |
| 5.  | 2016. október 8.     | Örményország     | 5 – 0    | Vb-selejtező        | 29' 82'         |
| 6.  | 2017. június 13.     | Chile            | 3 – 2    | Barátságos mérkőzés | 28' 60' 86'     |
| 7.  | 2018. március 24.    | Izrael           | 2 – 1    | Barátságos mérkőzés | 61' 64' 81'     |
| 8.  | 2018. május 31.      | Chile            | 3 – 2    | Barátságos mérkőzés | 13'             |
| 9.  | 2018. szeptember 10. | Szerbia          | 2 – 2    | Nemzetek Ligája     | 48' (11-esből)  |
| 10. | 2018. november 17.   | Litvánia         | 3 – 0    | Nemzetek Ligája     | 65' 72'         |
| 11. | 2021. szeptember 2.  | Izland           | 2 – 0    | Vb-selejtező        | 83'             |
| 12. | 2023. március 28.    | Fehéroroszország | 2 – 1    | Eb-selejtező        | 17' 62' 77'     |
| 13. | 2023. szeptember 12. | Koszovó          | 2 – 0    | Eb-selejtező        | 83'             |
| 14. | 2023. október 15.    | Andorra          | 4 – 0    | Eb-selejtező        | 23' 66'         |

## Játékstílusa
A mindkét lábbal ügyes Stanciu, elsősorban támadó középpályás poszton játszik játékszervezőként, de szélsőként is bevethető. Úgy jellemezték, hogy "technikás, nagyszerűen tud lőni és kiváló játékszemlélettel rendelkezik".
A válogatottbeli debütálását követő időszakban a román sajtó összehasonlította őt a korábbi válogatott Gheorghe Hagival és Adrian Mutuval, akiket Stanciu nagyra becsül.

## Magánélete
Gyerekkorában nagyrészt a nagymamája nevelte fel, aki 2007-ben meghalt, amikor Stanciu még csak 14 éves volt. Ezért az első válogatottbeli gólját neki ajánlotta.
2012 óta kapcsolatban van  Andreea Beldeannal. 2018-ban házasodtak össze, az esküvőre pedig a következő évben került sor. Első gyermekük 2020 novemberében született.

## Sikerei, díjai
- Unirea Alba Iulia
  - Liga II bajnok (1): 2008–09

- Steaua București
  - Román bajnok (2): 2013–14, 2014–15
  - Román kupa (1): 2014–15
  - Román ligakupa (2): 2014–15, 2015–16
  - Román szuperkupa (1): 2013

- Anderlecht
  - Belga bajnok (1): 2016–17
  - Belga szuperkupa (1): 2017

- Slavia Praha
  - Cseh bajnok (2): 2019–20, 2020–21
  - Cseh kupa (1): 2020–21

- Vuhan Three Towns
  - Kínai bajnok (1): 2022
  - Kínai szuperkupa (1): 2023

## Fordítás
- Ez a szócikk részben vagy egészben  a   Nicolae Stanciu (footballer, born 1993) című angol Wikipédia-szócikk fordításán alapul.  Az eredeti cikk szerkesztőit annak laptörténete sorolja fel. Ez a jelzés csupán a megfogalmazás eredetét és a szerzői jogokat jelzi, nem szolgál a cikkben szereplő információk forrásmegjelöléseként.